# لوک بلک
لوک بلک (به انگلیسی: Luke Black) (زاده ۱۸ مهٔ ۱۹۹۲) خواننده و ترانه‌سرا صربستانی است.
او نماینده صربستان در یوروویژن ۲۰۲۳ بود.